# 18 avril 1927
Le lundi 18 avril 1927 est le 108e jour de l'année 1927.

## Naissances
- Charles Pasqua (mort le 29 juin 2015), politicien français
- Erling Olsen (mort le 27 juin 2011), homme politique danois
- Leo Rajendram Antony (mort le 3 décembre 2012), prélat catholique srilankais
- Oreste Lionello (mort le 19 février 2009), acteur et doubleur italien
- Ramón Mendoza (mort le 4 avril 2001), footballeur espagnol
- Samuel Huntington (mort le 24 décembre 2008), professeur américain de science politique
- Stephen B. Grimes (mort le 12 septembre 1988), directeur artistique britannique
- Tadeusz Mazowiecki (mort le 28 octobre 2013), politicien et Premier ministre polonais

## Décès
- Ernest Guingand (né le 15 mars 1845), personnalité politique française
- Léon Giran-Max (né le 24 juillet 1867), peintre français
- Paul Regnard (né le 7 novembre 1850), médecin et physiologiste

## Événements
- Chine : exclu du Guomindang par Wang Jingwei, Tchang Kaï-chek forme à Nankin un gouvernement nationaliste modéré avec l'aile droite du parti